# Mel Rojas
Pour les articles homonymes, voir Rojas.
Melquiades Rojas Medrano (né le 10 décembre 1966 à Bajos de Haina, San Cristóbal, République dominicaine) est un lanceur de relève droitier ayant évolué dans les Ligues majeures de baseball de 1990 à 1999, notamment pour les Expos de Montréal. Il est le neveu de Matty, Jesús et Felipe Alou et le cousin de Moisés Alou.

## Carrière
Mel Rojas signe son premier contrat professionnel en 1985 avec les Expos de Montréal et fait ses débuts dans le baseball majeur avec cette équipe le 1er août 1990. Il devient en 1992 un membre important du groupe de releveurs des Expos alors qu'il lance 100 manches et deux tiers en 68 parties et maintient une moyenne de points mérités de seulement 1,43 avec 70 retraits sur des prises, sept victoires, une défaite et 10 sauvetages. Jouant sous les ordres de son oncle Felipe Alou, il succède éventuellement à John Wetteland comme stoppeur des Expos. Après deux saisons de 10 sauvetages en 1992 et 1993, il en enregistre 16 en 1994 puis 30 et 36 lors des deux saisons suivantes.
Le 11 mai 1994, alors qu'il portait les couleurs des Expos, Mel Rojas réussit un exploit peu commun, alors qu'il retira trois frappeurs sur des prises en neuf lancers, tous des prises, en neuvième manche d'un match remporté 4-3 sur les Mets de New York. 
Il s'engage avec les Cubs de Chicago en décembre 1996 après sept saisons à Montréal mais est échangé aux Mets de New York durant la saison 1997. Après la saison 1998 à New York, les Mets le transfèrent aux Dodgers de Los Angeles pour Bobby Bonilla. Il amorce 1999 à Los Angeles, est échangé aux Tigers de Détroit pendant l'année et, lorsque ceux-ci le libèrent de son contrat en mai, il vient terminer sa carrière en Ligues majeures par un ultime séjour chez les Expos. 
Mel Rojas a disputé 525 parties dans le baseball majeur. Il compte 34 victoires, 31 défaites et 126 sauvetages. Il réussit 526 retraits sur des prises en 667 manches lancées et sa moyenne de points mérités se chiffre à 3,82. En 388 parties pour Montréal, il réalise 109 sauvetages et présente une moyenne de points mérités de 3,11.
Son fils Mel Rojas, Jr. est un joueur de champ extérieur né en 1990 aux États-Unis qui évolue en ligues mineures depuis 2010 dans l'organisation des Pirates de Pittsburgh.